# Abarth Fiat 124 Rally
De Abarth Fiat 124 Rally is een wagen van het Italiaanse automerk Abarth, die werd gebouwd tussen 1971 en 1975. De coupé, die 190 kilometer per uur kon halen, was ontworpen door Pininfarina. De Abarth-uitvoering is te herkennen aan de aluminium wielen, de kleine rubberen bumpers en het matzwarte motor- en kofferdeksel in polyester. De motor had vier cilinders en 1756 cc met dubbele Weber carburateurs. De deuren waren met aluminium overtrokken.